# ショー・コミュニケーションズ
ショー・コミュニケーションズ（英語: Shaw Communications, Inc.）は、カナダ・カルガリーに本拠を置いていた電気通信会社である。アルバータ州、ブリティッシュ・コロンビア州などカナダ西部に加えて、オンタリオ州の都市地域などでサービスを展開していた。2023年4月3日、ロジャーズ・コミュニケーションズに吸収合併され、消滅した。

３つの事業部門で展開していた
- 消費者部門：有線サービスと衛星サービス
- ワイヤレス部門：ワイヤレス音声とデータサービス
- 事業部門：ファイバー、FTTPネットワークの接続ソリューション

2008年度の時価総額は、$7.5 billion USD 。